# Sársko
Sársko (německy Saarland  [ˈzaːɐ̯lantʰ], francouzsky Sarre) je jedna ze 16 spolkových zemí Spolkové republiky Německo. Vedle městských spolkových zemí Berlína, Hamburku a Brém je jednou z nejmenších spolkových zemí jak rozlohou, tak počtem obyvatel. Hlavním a největším městem je Saarbrücken s přibližně 177 000 obyvateli.
Sársko se nachází v jihozápadní části Německa, hraničí s Francií, Lucemburskem a spolkovou zemí Porýní-Falc. Na ploše 2500 km² žije asi jeden milion obyvatel. Sársko je rozděleno na šest administrativních celků.
Region patří mezi průmyslové oblasti. Byl však omezen důlní a hutnický průmysl, po němž se jako památky zachovaly Völklingenské hutě z 19. století, které byly v roce 1994 zařazeny na seznam světového dědictví UNESCO.

## Název
Jméno je odvozeno od řeky Sáry (Saar německy; Sarre francouzsky).

## Historie

### Historie před první světovou válkou
Území Sárska bylo osidlováno keltskými kmeny Treverů a Mediomatriků. Největší památkou z této doby je zbytek opevněného hradiště v Otzenhausenu na severu země. V prvním století před naším letopočtem zřídila Římská říše toto území jako část své provincie Belgica. Keltské obyvatelstvo se mísilo s římským. Region prosperoval, což dnes můžeme pozorovat na pozůstatcích po římských sídlech. Římská nadvláda skončila v pátém století našeho letopočtu, kdy toto území dobyli Frankové. Území Sárska bylo rozděleno do několika malých oblastí. Centrální části tvořily Hrabství Saarbrücken (později Knížectví Nasavsko-Saarbrücken), značná část území patřila k Lotrinskému vévodství a k Vévodství Falc-Zweibrücken, své državy zde mělo i Trevírské kurfiřtství, západ patřil k Lucembursku; dále zde bylo několik menších celků. Celé znaky (či jejich deriváty) 4 nejvýznamnějších celků (Falc-Zweibrücken, Trevírské kurfřitství, Lotrinské vévodství a Hrabství Saarbrücken) se ostatně nakonec dostaly do znaku současné spolkové země Sárska. V průběhu let tyto oblasti získaly vysokou míru nezávislosti, ohrožovanou pouze francouzskými králi, kteří chtěli sjednotit pod svou vládu všechna území na západním břehu Rýna. Nakonec to nebyli francouzští králové, nýbrž armády francouzské revoluce, které ukončily nezávislost států na území dnešního Sárska. V roce 1792 dobyly tato území a stanovily je součástí Francouzské republiky. Některé vesnice se staly součástí departementu de la Sarre, několik vesnic na východě země bylo připojeno k departementu Donnersberg. Po porážce Napoleona roku 1815 bylo Sársko rozděleno do tří částí. Největší z nich se stala součástí pruské rýnské provincie. Další část, obdobná jako dnešní zemský okres Sárská Falc, byla přidělena Bavorskému království jako součást Rýnské Falce. Nejmenší část, ves Nohfelden, byla součástí Oldenburska. 31. července 1870 nařídil francouzský císař Napoleon III. invazi přes řeku Saar k dobytí Saarbrückenu. První výstřely francouzsko-pruské války zazněly na spichernských výšinách jižně od Saarbrückenu. Po této válce se Sársko stalo součástí sjednocené Německé říše.

### Historie po první světové válce
Po skončení první světové války bylo Sársko obsazeno vojsky vítězné Francie a podřízeno vojenské správě. Dnem platnosti Versailleské smlouvy 10. ledna 1920 bylo ustaveno tzv. Sárské teritorium (Saargebiet), které bylo na 15 let postaveno pod kontrolu nově vytvořené Společnosti národů, aniž by byla jeho formální příslušnost k Německu státoprávně dotčena. Již 27. února 1920 byla Společností národů dosazena tzv. Komise pro vládu nad Sárskou kotlinou (Commission de gouvernement du Bassin de la Sarre), která vystřídala francouzskou vojenskou správu. Zástupci předsedy této komise (z různých mocností) se svými administrativními orgány od tohoto dne až do roku 1935 fakticky toto území spravovali. První z nich byl Victor Rault, který byl dosazen Francií 26. února 1920 a působil v Sársku do 18. března 1926.
Ve skutečnosti bylo Sársko po 15 let pod kontrolou Francie. V roce 1933 do Sárska emigrovaly početné skupiny antinacistů z Německa, poněvadž Sársko stále nespadalo pod přímou správu Třetí říše. Protinacistické skupiny se zasazovaly o to, aby bylo Sársko nadále spravováno Francií, dokud bude v Německu vládnout Adolf Hitler.
Po vypršení patnáctiletého období pod správou Společnosti národů však bylo 13. ledna 1935 v Sársku vyhlášeno veřejné referendum o přičlenění Sárska k Německu. 90,3 procenta voličů se vyslovilo pro toto řešení.
Nacisté jmenovali do funkce říšského komisaře pro Sársko Josefa Bürckela (1895–1944). Název jeho funkce se v originálním znění několikrát změnil. Zněl nejprve „Říšský komisař pro začlenění Sárska“ (Reichskommissar für die Rückgliederung des Saarlandes), poté „Říšský komisař pro Sársko“ (Reichskommissar für das Saarland), dále „Říšský komisař pro Sárskou Falc“ (Reichskommissar für die Saarpfalz) a nakonec „Říšský místodržící v Západní marce“ (Reichsstatthalter in der Westmark). 28. září 1944 byl Josef Bürckel vystřídán Willim Stöhrem, který Sársko spravoval do 21. března 1945.
Po druhé světové válce bylo Sársko odtrženo od Německa a stalo se francouzským protektorátem. K Německu bylo opět přičleněno v roce 1957.

### Historie po druhé světové válce
Po konci 2. sv. války spadalo Sársko do francouzské okupační zóny, kde mělo autonomní status. Ostatní země francouzské zóny se roku 1949 připojily k SRN. Sársko se připojilo v roce 1957 po referendu z roku 1955.

## Zemské symboly

### Vlajka
Sárská vlajka je tvořena listem o poměru stran 3:5 se třemi vodorovnými pruhy – černým, červeným a žlutým (tedy německou vlajkou) a znakem země uprostřed.

### Hymna
Sárská hymna je píseň Saarlandlied.

## Geografie
Sársko hraničí na jihu a na východě s francouzským departementem Moselle, na západě s Lucemburskem a na severu a na východě se spolkovou zemí Porýní-Falc. Je pojmenováno po řece Saar, která je přítokem řeky Mosely a teče napříč sárským územím od jihu k severovýchodu. Jedna třetina rozlohy Sárska je pokryta lesy, což je skoro nejvíce ze všech německých spolkových zemí. Terén země je kopcovitý, nejvyšší hora Dollberg měří 695,4 metru nad mořem. Nejvíce obyvatel žije při hranici s Francií v aglomeraci, která obklopuje hlavní město.

## Administrativní členění

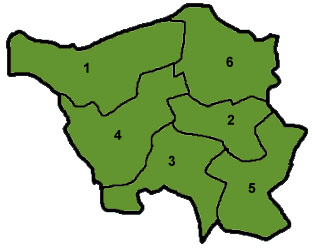
Okresy spolkové země

Sársko je rozděleno do šesti zemských okresů (německy Landkreis) se správními středisky:
- 1. Merzig-Wadern, Merzig
- 2. Neunkirchen, Ottweiler
- 3. Regionální svazek Saarbrücken (Regionalverband Saarbrücken), Saarbrücken
- 4. Saarlouis, Saarlouis
- 5. Sárská Falc (Saarpfalz-Kreis), Homburg
- 6. St. Wendel, St. Wendel

## Představitelé Sárska

### Zástupci Společnosti národů
- 1920–1926: Victor Rault (Francie)
- 1926–1927: George Washington Stephens (Kanada)
- 1927–1932: Sir Ernest Colville Collins Wilton (Spojené království)
- 1932–1935: Geoffrey George Knox (Spojené království)

### Říšští komisaři
- 1935–1944: Josef Bürckel (NSDAP)
- 1944–1945: Willi Stöhr (NSDAP)

### Předsedové zemské vlády
- 1945–1946: Hans Neureuther
- 1946–1947: Erwin Müller
- 1947–1955: Johannes Hoffmann (CVP)
- 1955–1956: Heinrich Welsch (bez politické příslušnosti)
- 1956–1957: Hubert Ney (CDU)
- 1957–1959: Egon Reinert (CDU)
- 1959–1979: Franz Josef Röder (CDU)
- 1979–1985: Werner Zeyer (CDU)
- 1985–1998: Oskar Lafontaine (SPD)
- 1998–1999: Reinhard Klimmt (SPD)
- 1999–2011: Peter Müller (CDU)
- 2011–2018: Annegret Kramp-Karrenbauer (CDU)
- 2018–2022: Tobias Hans (CDU)
- od roku 2022: Anke Rehlinger (SPD)